# Kurt Wagner (General, 1904)
Kurt Wagner (* 31. Juli 1904 in Chemnitz; † 8. Juli 1989 in Strausberg) war ausgebildeter Steinsetzer, Verfolgter des Nationalsozialismus und Stellvertreter des Ministers für Nationale Verteidigung der Deutschen Demokratischen Republik.

## Leben
Der Sohn eines Klempners besuchte von 1911 bis 1919 die Volksschule und von 1919 bis 1922 die Fortbildungsschule. In den 1920er Jahren begann er eine Elektrikerlehre und übte verschiedene un- und angelernte Tätigkeiten aus, zeitweilig war er auch erwerbslos. Im Jahr 1928 erlernte Wagner den Beruf des Steinsetzers bei der Chemnitzer Straßenbahngesellschaft. Seit 1932 war er Mitglied der Kommunistischen Partei Deutschlands (KPD). Im April 1933 wurde Wagner fristlos aus der Straßenbahngesellschaft Chemnitz entlassen. Danach betätigte er sich als Kurier der KPD in Chemnitz-Nord, später war er KPD-Bezirksleiter von Chemnitz. Am 28. März 1935 wurde er verhaftet und in einem Prozess wegen Hochverrates zu zehn Jahren Zuchthaus verurteilt, die Wehrwürdigkeit wurde ihm abgesprochen. Bis 24. April 1945 saß er als Gefangener im Zuchthaus, der Justizvollzugsanstalt Waldheim, ein. Chemnitz wurde, wie weite Teile Sachsens, nach dem Ende des Zweiten Weltkrieges zunächst von der United States Army besetzt. Der Stadtkommandant, Major Ebbers, gab Wagner den Auftrag, eine Kriminalpolizei aufzustellen und so war er vom 8. Mai bis zum 15. Juli 1945 Kriminaldirektor in Chemnitz.
Nach dem Abzug der 3. US-Armee wurde Leipzig am 2. Juli 1945 von der sowjetischen Armee übernommen. Der sowjetische Militärbefehlshaber von Leipzig, Generalleutnant Nikolai Iwanowitsch Trufanow, ließ durch Hermann Matern den von seinem Vorgänger Ebbers eingesetzten Leipziger Polizeipräsidenten Heinrich Fleißner  durch Wagner ersetzen. Wagner war vom 16. Juli 1945 bis 16. September 1946 Polizeipräsident von Leipzig.

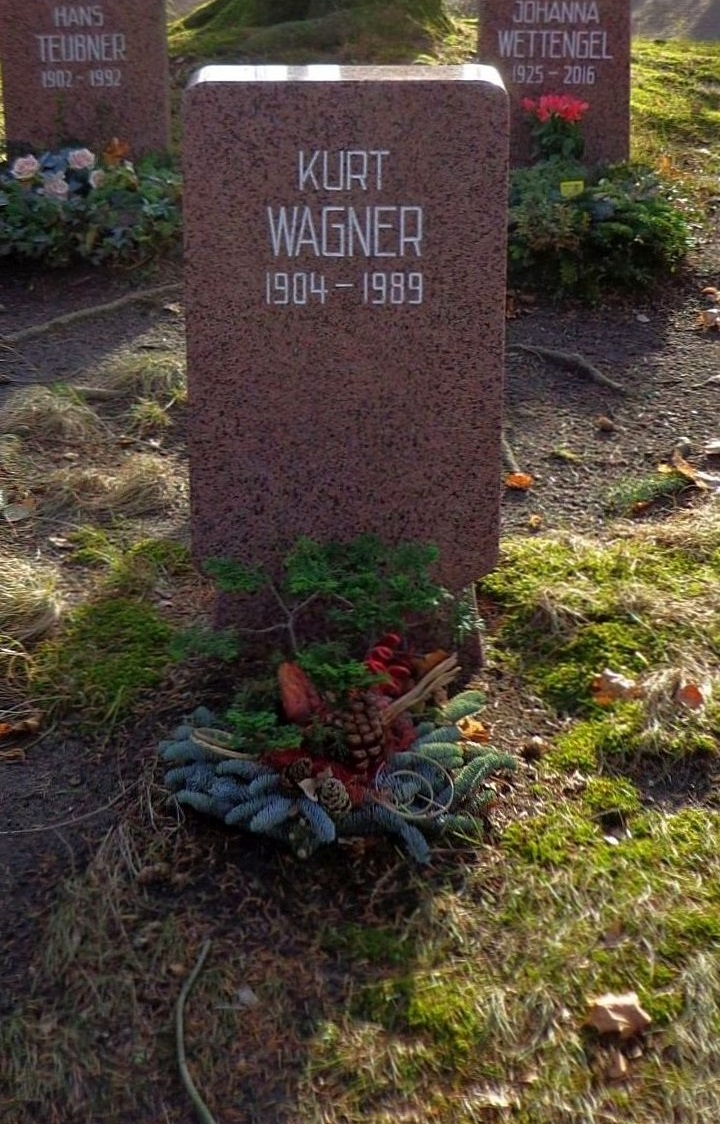
Grabstätte

Am 30. Juli 1946 wurde die Deutsche Verwaltung des Innern (DVdI) zur Koordination der Polizei in der SBZ gebildet. Präsident der DVdI wurde der vorherige Landespolizeichef von Thüringen, Erich Reschke. Vizepräsidenten wurden als Generalinspekteure Erich Mielke, Willi Seifert und Kurt Wagner, der für die Schutzpolizei zuständig war. Seit Oktober 1949 gehörte er zur Hauptverwaltung Ausbildung, absolvierte 1949 bis 1950 einen Sonderlehrgang in der UdSSR und war von 1950 bis 1952 Leiter der VP-Dienststelle Hohenstücken, jetzt ab 1. Juli 1952 nur im Rang eines Chefinspekteurs. Mit Einführung militärischer Dienstgrade am 1. Oktober 1952 erfolgte seine Ernennung zum Generalmajor und sein Dienst in der KVP. Von 1952 bis 1955 war er zunächst 1. Stellvertreter, dann Chef Verwaltung Operativ und Stellvertreter des Stabschefs im Stab der KVP. 1955 bis 1957 besuchte er die Generalstabsakademie der UdSSR und war anschließend Chef des Militärbezirks III. Ende 1959 wurde Kurt Wagner Stellvertreter des Ministers für Nationale Verteidigung und Chef für Ausbildung und am 7. Oktober 1961 zum Generalleutnant befördert. Am 1. März 1966 erhielt er die Beförderung zum Generaloberst der NVA und ging ein Jahr darauf in den Ruhestand. Er lebte bis zu seinem Tod in Strausberg.
Seine Urne wurde in der Grabanlage Pergolenweg der Gedenkstätte der Sozialisten auf dem Berliner Zentralfriedhof Friedrichsfelde beigesetzt.

## Auszeichnungen
- 30. Juni 1955 Vaterländischer Verdienstorden in Silber
- 1974 Karl-Marx-Orden